# Робинсон, Франклин
Франклин Дэвис «Фрэнк» Робинсон (1 января 1930, Карбонадо, Вашингтон — 12 ноября 2022, Роллинг-Хиллз, Калифорния) — американский авиационный инженер и основатель вертолётной компании Robinson в Торрансе, штат Калифорния. Был президентом, генеральным директором и председателем компании в течение многих лет. В начале 1970-х годов он разработал вертолёт Robinson R22, популярный лёгкий двухместный гражданский вертолёт, послуживший основой для будущего R44, одного из самых успешных гражданских вертолётов в истории.

## Жизнь и карьера
Робинсон родился в Карбонадо, штат Вашингтон, в семье шахтёра, оператора лесопилки и владельца рыболовного курорта четвёртым ребёнком. Он получил степень BSME в Университете Вашингтона в 1957 году, с дипломной работой в области авиационной техники в Университете Уичито.
В 1957 году начал работать инженером в компании Cessna Aircraft, работавшей над четырёхместным вертолётом Cessna CH-1 Skyhook. После 3,5 лет на Cessna он провёл один год, работая на сертификации Umbaugh U-17 и 4,5 года на McCulloch авиастроительной корпорации, осуществляющие проектные исследования на недорогих вертолётах. Робинсон проработал год в Kaman Aircraft на вертолёте гиродинного типа. Затем работал 2 года в Bell Helicopter, где заработал репутацию «эксперта по хвостовому винту». В 1969 году он перешёл в компанию вертолёты Hughes, чтобы работать в области исследований и разработок, включая новый хвостовой винт для вертолёта Hughes 500 и программу «Тихий».

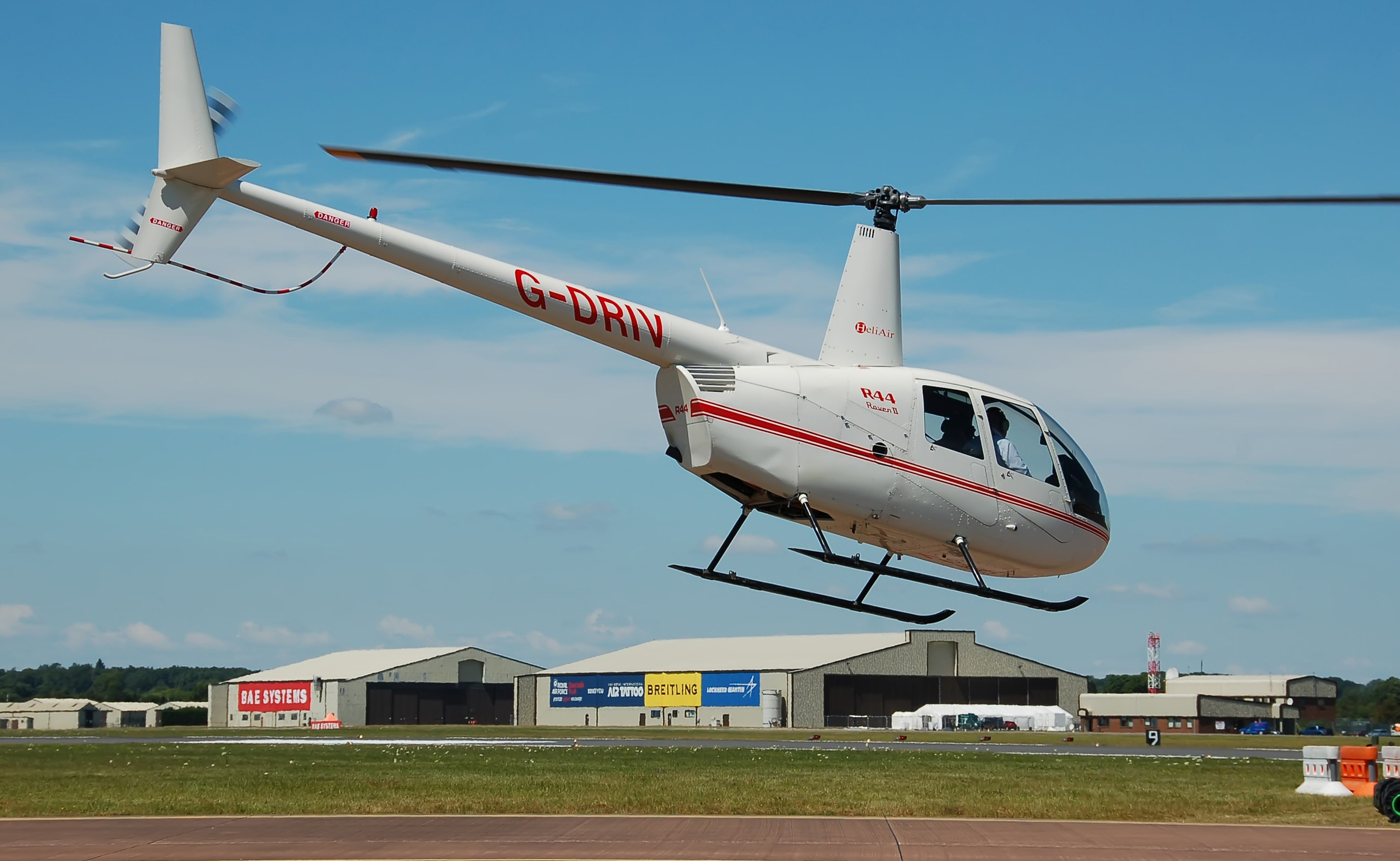
R44 Raven II, развитие модели Robinson R22

В 1973 году покинув компанию Хьюза, Робинсон основал вертолётную компанию «Робинсон» (RHC). Первым служебным адресом RHC был дом Робинсона, где был спроектирован двухместный вертолёт R22. Первый прототип R22 был построен в ангаре в аэропорту Торранс, и Робинсон лично управлял им на своём первом испытательном полете в августе 1975 года.
Развитие R22 привело к созданию модели R44, который впервые полетел в 1990 году. Вертолёт стал самым продаваемым вертолётом общего назначения в мире в 1999 году и до настоящего времени. На сегодняшний день выпущено около 6000 R44.
Фрэнк Робинсон собирался уйти в отставку с поста президента и председателя вертолётной компании Robinson в день своего 80-летия, однако отложил свой уход до завершения разработки турбины Robinson R66. С началом производства R66 и предстоящей сертификацией FAA Робинсон официально ушёл на пенсию. Его сын Курт Робинсон был избран Советом директоров на пост президента и председателя совета директоров компании 10 августа 2010 года.

## Награды и отличия
- Лауреат премии Мемориала Говарда Хьюза 2004 года от Ассоциации аэронавтики Южной Калифорнии (вручается лидеру аэрокосмической отрасли, «чьи достижения за долгую карьеру внесли значительный вклад в развитие авиационной или космической техники»[4]),
- Lifetime Aviation Engineering Award 2010 года — Награда в области авиационной техники от Воздушной академии им. Кидди Хока «Живые легенды авиации»
- Медаль Даниэля Гуггенхайма 2012 года от Американского института аэронавтики и астронавтики за «концепцию, проектирование и производство семейства доступных, надежных и универсальных вертолётов»[5].
- В 2009 году Робинсон был введён в Международный зал славы авиации и космонавтики в Музее авиации и космонавтики Сан-Диего[6].